# Trachycorystes porosus
Trachycorystes porosus är en fiskart som beskrevs av Eigenmann och Eigenmann, 1888. Trachycorystes porosus ingår i släktet Trachycorystes och familjen Auchenipteridae. Inga underarter finns listade i Catalogue of Life.